# The Twilight Saga: Hừng đông – Phần 1
Hừng Đông - Phần 1 (tựa gốc: The Twilight Saga: Breaking Dawn – Part 1) là bộ phim lãng mạn-tưởng tượng do Bill Condon đạo diễn, dựa trên tiểu thuyết cùng tên của Stephenie Meyer.

## Nội dung
Đoạn đầu của Hừng Đông - Phần 1 mô tả chi tiết đám cưới và tuần trăng mật của Bella và Edward, diễn ra trên một hòn đảo tư nhân ngoài khơi Brasil. Trong thời gian hai tuần của tuần trăng mật, Bella nhận thấy cô đã có thai và cái thai phát triển với một tốc độ nhanh bất thường. Sau khi liên lạc với Carlisle và được ông xác nhận triệu chứng của mình là có thai, cô và Edward lập tức trở về nhà tại Forks, Washington. Edward, vì lo lắng cho cuộc sống của Bella và tin chắc rằng cái thai là một quái vật khi nó phát triển nhanh không tự nhiên, thúc giục cô từ bỏ cái thai. Tuy nhiên, Bella cảm thấy có sự gắn bó với đứa trẻ và từ chối phá thai.
Bầy người sói Quileute của Jacob, không thể lường được những hiểm nguy mà đứa trẻ chưa sinh có thể gây ra, lên kế hoạch tiêu diệt nó, thậm chí nếu họ phải giết Bella để đạt được mục đích. Jacob phản đối kịch liệt quyết định này và rời khỏi bầy, tạo thành một bầy riêng cùng với Leah và Seth Clearwater. Bella sớm sinh đứa bé, nhưng đứa trẻ nhiều lần làm gãy xương của cô và làm cô mất máu rất nhiều. Để cứu sống Bella, Edward đã biến đổi cô thành ma cà rồng bằng cách tiêm nọc độc của mình vào tim Bella. Jacob, người có mặt khi Bella sinh con, gần như ngay lập tức "gắn kết"—một phản ứng không chủ ý khi một người sói tìm thấy người bạn đời của mình—với bé gái mới sinh của Edward và Bella, Renesmee.

## Sản xuất
Hãng phim chính thức thực hiện loạt Chạng vạng là Summit Entertainment đang xem xét việc thực hiện phần bốn dưới định dạng 3D, sau thành công với phim Drive Angry